# Semachrysa matsumurae
Semachrysa matsumurae är en insektsart som först beskrevs av Okamoto 1914.  Semachrysa matsumurae ingår i släktet Semachrysa och familjen guldögonsländor. Inga underarter finns listade i Catalogue of Life.